# 芦田豊雄
芦田 豊雄（あしだ とよお、1944年4月21日 - 2011年7月23日）は、日本の男性アニメーター、アニメ監督、プロデューサー。千葉県出身。千葉県立千葉商業高等学校卒業。株式会社スタジオ・ライブ代表取締役社長を経て、同社会長を務めていた。
テレビアニメ『魔神英雄伝ワタル』のキャラクターデザインや、アニメ雑誌『月刊OUT』の連載記事「人生冗談」などで知られる。東映動画作品、オフィス・アカデミー作品、日本サンライズ作品を中心として、主に1980年代のアニメファンに強い印象を残した。また、作画スタジオ・スタジオ・ライブの主宰者としても数々の才能ある人材を輩出した。
ペンネームには江古田豊がある。「いんどり小屋」と「マンドリルクラブ」は、スタジオ・ライブの共同ペンネームであり、これに参加している場合もある。

## 略歴
高校卒業後、山崎製パンの宣伝部員として入社するも、繁忙期には製造部署の応援も行ううちに退社。週刊誌でアニメーターの記事を読み、アルバイトのつもりで入社したTCJ動画センター（現・エイケン）でアニメーター生活をスタートし『冒険ガボテン島』でデビューを果たす。
放映終了後に同じ制作会社の『アルプスの少女ハイジ』のTCJ版パイロットフィルムで、キャラクターデザインに抜擢されるものの、パイロットフィルムの制作が終わってしばらくして企画自体が頓挫する。その後はテレビアニメ『サスケ』、『忍風カムイ外伝』の作画を行う。しかし後番組の『サザエさん』の作画を行なうことに疑問を感じて手塚治虫が創設した虫プロダクションへ移った。
虫プロダクションは『ムーミン』『ワンサくん』といった作品を終えると間もなく、1973年11月に倒産し、芦田はプロデューサーの西崎義展ら虫プロダクションのメンバーを中心で制作したテレビアニメ『宇宙戦艦ヤマト』（1974年）に作画監督として参加する。『宇宙戦艦ヤマト』は後に大ヒットし、芦田の存在が目ざといアニメファンに注目されるきっかけになった。この仕事を終えるとフリーでやっていく力がないとして、1976年に作画スタジオの有限会社スタジオ・ライブを設立。以後は同社を拠点にアニメーション制作へ関与していった。
1976年にテレビアニメ『UFO戦士ダイアポロン』でキャラクターデザインを手がけて以後、1979年『サイボーグ009』、1982年『魔法のプリンセス ミンキーモモ』、1983年『銀河漂流バイファム』、1984年『超力ロボ ガラット』、1988年『魔神英雄伝ワタル』と1980年代には次々と人気アニメのキャラクターデザインを担当。その多くは漫画の原作が存在しないアニメオリジナル企画であり、芦田デザインの魅力が生かされていたため、キャラクターデザイナーとしてファンに認知されることとなった。1981年の鳥山明原作のテレビアニメ『Dr.スランプ アラレちゃん』ではキャラクターデザインこそ務めなかったものの、総作画監督の前田実を支えるメインの作画監督として活躍。もともとメルヘンものを中心とし、虫プロダクション調の可愛らしい芦田の作風だったが、これを経験したことにより大きな影響を受けた。
演出家としても活躍し、テレビアニメでの各話演出を経て1984年にはテレビアニメ『北斗の拳』で初のシリーズディレクターに就任。これをヒットに導き、後の劇場アニメ版の監督も任された。1990年代は、テレビアニメ『空想科学世界ガリバーボーイ』（1995年）のシリーズディレクターとキャラクターデザイン、OVA『超幕末少年世紀タカマル』（1991年）のキャラクターデザイン。2000年代に入ってからは、芦田率いるスタジオ・ライブが自社制作に乗り出して、テレビアニメ『超変身コス∞プレイヤー』（2004年）、『グレネーダー 〜ほほえみの閃士〜』（2005年）でプロデュースを手がけ、テレビアニメ『F-ZERO ファルコン伝説』（2003年）でキャラクターデザインを務めるなど第一線で活躍した。ただ変身三部作に関してはスタジオ・ライブ社長として名前がクレジットされただけで、実際のプロデュース業務は行っていない。
1985年から、アニメ雑誌『月刊OUT』で投稿コーナー「芦田豊雄の人生冗談」を連載。同誌はアニメファンからの投稿に力を入れた誌面作りを行いジョーク記事やパロディーに重点を置いた点が特徴で、芦田の連載も文章ネタ・イラストネタを交えたギャグを中心にしたのが人気を呼び『月刊OUT』の看板連載の一つになった。当時の芦田は、『ミンキーモモ』のデザイナーとして、可愛い絵を描くアニメーターとして知られており、最初は「トミー芦田」と名乗っていたが、『UFO戦士ダイアポロン』のキャラクターデザインをやっていた過去を暴露され、自虐的に「ダイアポロン・カリスマ芦田」と改名した。最後は「カリスマ・メルヘンチック芦田」と名乗るに至る。また内容的にかなり暴走し、性的なもの、下品なものを多数取り上げたため（一例として、女性読者が自らの膣に挿入したタンポンの紐を結んで綱引きするという、非常に過激・下品な架空イラスト投稿企画「たむぽでポン！」があった）、熱心な常連読者を集めた反面で、女性を中心に少なからぬ一般読者の顰蹙を買う結果となった。その才能を買われた芦田は、その他のアニメ雑誌、漫画情報誌でもたびたびイラストエッセイやエッセイ漫画を発表。『アニメーションノート』では、ハートフル芦田のペンネームで「ハートフル芦田のしごき部屋」を連載。
『らでぃっく』という同人誌もスタジオ・ライブで頒布した。
また一面では毒舌な部分もありアニメファンの女性に対して「ブスばかり」と発言をしたことでも知られる。また男性のアニメファン（いわゆるオタク）についても「仕様のない奴らだとは思うが、こういう連中が戦争を起こそう、などとは考えないであろう意味で安心している」と『アニメック』で吐露している。
アニメ雑誌に関しては、1986年には『アニメージュ』の編集者に対して「なぜロリコンアニメを誌面で取り上げないのか」「『アニメージュ』自体が『ナウシカ』や『天使のたまご』を作って権威を持ってきちゃったから評論誌としては成り立たないんだよ」と述べた内容が掲載されたことがある。
しかし、2000年代後半になると、アニメ界のベテランとして、アニメ業界人が自らの仕事に誇りを持てないことを憂い、キャリアを重ねても何ら保証のない状況を危惧する発言をした。そして、2007年に自らが発起人となり、アニメ業界への問題提起と地位向上を目的とした日本アニメーター・演出協会（JAniCA）を設立。翌年に協会は、「文芸美術国民健康保険組合」に加入し、アニメーターが保険に入れるよう尽力した。しかし、文化庁事業受託に関する件での対立から、企画推進側であるJAniCA監事桶田大介弁護士によって行為差し止めの仮処分申し立てにより辞任に追い込まれた。
2011年7月23日死去。67歳没。芦田はその少し前にスタジオ・ライブの社長から会長になっており、同社社長の職は神志那弘志が引き継いだ。

## 主要作品リスト

### キャラクターデザイン
1976年
- UFO戦士ダイアポロン（エイケン）

1979年
- サイボーグ009（日本サンライズ、作画監督）

1980年
- メーテルリンクの青い鳥 チルチルミチルの冒険旅行（オフィスアカデミー）

1982年
- 魔法のプリンセス ミンキーモモ（葦プロダクション）※原案：みさきのあ、修正：服部あゆみ、仕上げ：芦田豊雄

1983年
- 銀河漂流バイファム（日本サンライズ、作画監督）
- どくとるマンボウ&怪盗ジバコ 宇宙より愛をこめて（フジテレビ・東映、作画監督）

1984年
- 超力ロボ ガラット（日本サンライズ）

1985年
- 超獣機神ダンクーガ（葦プロダクション） - ゲストキャラクターデザイン

1986年
- デルパワーX 爆発みらくる元気!!（日本コロムビア）

1987年
- 機甲戦記ドラグナー（サンライズ） - マンドリルクラブとの連名で27話以降のゲストキャラクターをデザイン
- 禁断の黙示録 クリスタル・トライアングル（アニメイトフィルム）

1988年
- 魔神英雄伝ワタル（作画監督・ストーリーボード）

1989年
- 魔動王グランゾート（サンライズ）
- たいむとらぶるトンデケマン!（葦プロダクション、作画監督）　　
- アイドル伝説えり子（葦プロダクション） - サブキャラクターのみ

1990年
- 魔神英雄伝ワタル2（作画監督）
- Pink みずドロボウあめドロボウ（東映動画、監督作品・作画監督）

1991年
- 超幕末少年世紀タカマル（J.C.STAFF、監督作品・原作・脚本・作画監督）
- 魔法のプリンセス ミンキーモモ（葦プロダクション） - 主役のミンキーモモは渡辺ひろしととみながまりが担当

1992年
- 新・超幕末少年世紀タカマル（J.C.STAFF、監督作品・原作・脚本・総作画監督）
- 伝説の勇者ダ・ガーン（サンライズ） - スタジオライブ名義でオーボス側キャラデザイン。クレジットは「デザイン協力」

1994年
- ようちえん戦隊げんきっず（監督作品・原作）

1995年
- 空想科学世界ガリバーボーイ（東映動画、監督作品・原作）

1997年
- 超魔神英雄伝ワタル

1998年
- 銀河漂流バイファム13（サンライズ）

2003年
- F-ZEROファルコン伝説（葦プロダクション）

### 監督
1984年
- 北斗の拳（東映動画）

1985年
- 吸血鬼ハンターD（1985年、葦プロダクション）
- Dr.スランプ アラレちゃん ほよよ!夢の都メカポリス（東映動画）

1986年
- 北斗の拳 [劇場版]（東映動画）

1987年
- 北斗の拳2（東映動画）

1988年
- 恐怖のバイオ人間 最終教師（作画監督）※「江古田豊」名義で原画、「伊武紋太」名義で脚本
- 小助さま力丸さま -コンペイ島の竜-（作画監督）※脚本も兼任

1989年
- ガデュリン

2000年
- AMON デビルマン黙示録（総監修）

2003年
- 成恵の世界（スタジオライブ、総監督）

2009年
- 蒼天航路（マッドハウス、総監督）

### 演出
1976年
- UFO戦士ダイアポロン（エイケン）

1984年
- 北斗の拳（第1部まで）

2005年
- おねがいマイメロディ（スタジオコメット、絵コンテ）

2007年
- 魔人探偵脳噛ネウロ（マッドハウス、絵コンテ）
- 大江戸ロケット（OP絵コンテ）

2010年
- ペンギンの問題Max（小学館ミュージック&デジタル エンタテイメント、絵コンテ）

### 作画監督
1968年
- サスケ

1969年
- ムーミン（Aプロダクション）

1972年
- ムーミン（虫プロダクション〈旧〉）

1973年
- ワンサくん（虫プロダクション〈旧〉）

1974年
- 宇宙戦艦ヤマト（オフィスアカデミー）

1977年
- ヤッターマン（タツノコプロ）※演出も兼任
- 風船少女テンプルちゃん（タツノコプロ）
- まんが日本絵巻（ワールドテレビジョン）※演出も兼任
- ジェッターマルス（東映動画）

1978年
- さらば宇宙戦艦ヤマト 愛の戦士たち（オフィスアカデミー / 東映動画）

1979年
- 野球狂の詩（日本アニメーション） - 第17話
- ゼンダマン（タツノコプロ） - 第1話のみ
- サイボーグ009（日本サンライズ、総作画監督）

1980年
- 宇宙戦艦ヤマトIII ※演出も兼任
- とんでも戦士ムテキング（タツノコプロ） - 第20話のみ ※「江古田豊」名義

1981年
- 宇宙戦士バルディオス（東映セントラルフィルム）
- 恐怖伝説 怪奇!フランケンシュタイン（東映動画）
- Dr.スランプ アラレちゃん（東映動画）※演出も兼任
- 銀河鉄道999（東映動画） - 1話分のみ

1987年
- バツ&テリー（サンライズ）

1997年
- アニメ DE ダウンタウン物語 ダダダのダウン太郎 / ヨシモトの拳 ※演出も兼任

2002年
- サイボーグ009 THE CYBORG SOLDIERS（ジャパンヴィステック） - 第32話のみ、※脚本「江古田豊」名義、演出も兼任

### その他作画
1965年
- 宇宙少年ソラン（作画）

1967年
- 冒険ガボテン島（TCJ動画センター、動画）

1969年
- 忍風カムイ外伝（原画）

1970年
- クレオパトラ（原画）

1973年
- ワンサくん（原画）

1974年
- 昆虫物語 みなしごハッチ（原動画）

1975年
- ラ・セーヌの星（原画）

2000年
- 犬夜叉（原画）

2001年
- Di Gi Charat お花見すぺしゃる 3・4話（4月6日、原画）

2004年
- 流星戦隊ムスメット（ティー・エヌ・ケー、原画）

2005年
- 劇場版ポケットモンスター アドバンスジェネレーション ミュウと波導の勇者 ルカリオ（原画）

2007年
- Saint October（スタジオコメット、デザインワークス）

### 脚本
- Dr.スランプ アラレちゃん（1982年、第76話[14]）

### プロデューサー
1986年
- 強殖装甲ガイバー（スタジオライブ）

2004年
- 超変身コス∞プレイヤー（スタジオライブ / IMAGIN）
- ヒットをねらえ!（スタジオライブ / IMAGIN）
- LOVE♥LOVE?（スタジオライブ / IMAGIN）

2005年
- グレネーダー 〜ほほえみの閃士〜（スタジオライブ）

2006年
- BLACK BLOOD BROTHERS（スタジオ・ライブ / グループ・タック、制作統括）

### アニメ以外の仕事

#### 漫画
- ウンガラの太鼓（『ザ・モーションコミック』第3号、徳間書店、1983年）
- 新撰組異聞 暴流愚（アワーズライト、少年画報社）
  - 暴流愚1（少年画報社、2001年） / 単行本
  - 新撰組異聞 暴流愚（ぺんぎん書房、2004年） 全1巻 / 少年画報社版の内容を含むラストまでと、描き下ろしを追加した完全版。2015年にホーム社画楽コミックスから上下巻で再発行。電子書籍版はヤングジャンプコミックスDIGITAL（集英社）から上下巻で発行。

#### 小説
1989年
- 魔動王グランゾート（イラスト、作：広井王子&レッド・カンパニー、角川スニーカー文庫）

1990年
- 魔神英雄伝ワタル 虎王伝説（イラスト、作：井内秀治、角川スニーカー文庫）

1993年
- 魔動王グランゾートX 暗黒の少年（イラスト、作：広井王子&レッド・カンパニー、角川スニーカー文庫）

1994年
- 魔動王グランゾートY 南海の魔王（イラスト、作：広井王子&レッド・カンパニー、角川スニーカー文庫）
- 機獣警備隊ビーストガイナ― ハルマゲドン・ライト（表紙イラスト、作：井内秀治、角川スニーカー文庫）

1995年
- 空想科学世界ガリバーボーイ（イラスト、作：広井王子、集英社、ジャンプ ジェイ ブックス）

1996年
- 魔神英雄伝ワタル外伝 虎ブルファンタジー 伝説にならない三つの物語（イラスト、作：井内秀治、角川スニーカー文庫）

2009年
- フォレストクラウン 森の海賊（挿絵担当、作：広井王子、角川グループパブリッシング）

#### ゲーム
1993年
- ぽいっと（パッケージイラスト、タカラ）

1995年
- 鉄甲旗艦アトラゴン（プロデューサー、ムービック）
- 空想科学世界ガリバーボーイ（原作・キャラクターデザイン・Huビデオパート総監督、ハドソン）※PCエンジン版

1996年
- 空想科学世界ガリバーボーイ（原作・キャラクターデザイン・シネパックパート総監督、ハドソン）※セガサターン版

1998年
- 超魔神英雄伝ワタル ANOTHER STEP（キャラクターデザイン・作画監督・IQ会話画面作画監督・IQ会話画面原画、バンプレスト）

2003年
- Dr.マリオ（「NINTENDOパズルコレクション」内）（作画監修・キャラクターデザイン・背景デザイン、任天堂）

#### CD
- 究極超人あ〜る（イメージアルバム収録曲「春風高校 校歌」作詞、1987年）
- 流星皇子TOMMY（原作・キャラクター原案・キャラクターデザイン・イラスト・作詞、1994年）

## 画集
1985年
- 芦田豊雄イラストレーションズ（みのり書房）

1991年
- WATAPOCCO/わたぽっこ -WATAru POst Card COllection-（ムービック、4月25日） / ポストカード集、兼イラスト集
- VITAL SIGNS -芦田豊雄イラスト集-（ムービック）

1998年
- 芦田COLLECTION -芦田豊雄イラスト集-（コアデ企画）

2011年
- 芦田豊雄回顧展（12月25日）

2014年
- 魔神英雄伝ワタル ジャケットイラストコレクション（9月24日）※「魔神英雄伝ワタル CD-BOX ヴォーカル・コンプリート・コレクション」同梱